# Hatf rakétaprogram
A Hatf rakétaprogram a pakisztáni védelmi és űrprogram része.

## Története
Az 1980-ban kezdődött rakétafejlesztési program feladata, hogy egy 500 kilogrammos robbanófejet juttasson célba. Megrendelő az Űrkutatási Bizottság (SUPARCO), gyártó a Kahuta Research Laboratories (KRL).
A megkezdett ballisztikus rakéta program folytatásaként olyan hordozóeszközt kellett kifejleszteni, amely képes volt a világűrbe juttatni űreszközöket. A rakéták elnevezése során történelmi neveket választottak, ami kiváltotta Afganisztán tiltakozását. A tesztrepülések 2002-ben kezdődtek, 2003-ban folytatódtak.
Kína folyamatos segítséget nyújtott a rakéták fejlesztéséhez, sorozatgyártásuk megkezdéséhez, amivel megsértette az Atomsorompó Nemzetközi Elkötelezettséget.

### Hatf–1
(Urdu nyelven: حتف, jelentése: halálos vagy bosszú). Egyfokozatú, szilárd hajtóanyagú ballisztikus rakéta (BRBM). Indítható telepített és mobil állványról (autóról, vonatról). Irányítása tehetetlenségi, pontossága viszonylag szóróképet mutató. Maximális hatótávolság 70 kilométer, 500 kilogramm teherrel. Egyfokozatú motorral működött. Hossza 6, átmérője 0,56 méter. A francia Eridan rakétarendszerhez hasonló. A rakéta előállítása technikailag könnyű, működtetése olcsó. Első indításának ideje 1989. 1990-től rendszeresítették a hadseregben. A Hatf–1A és a  Hatf–1B váltja a rendszerben.

#### Hatf–1A
Továbbfejlesztett (előállítás, hajtómű) változat, irányítható rakétaegység, pontossága javított. Szilárd hajtóanyagú rakéta. Indítható telepített és mobil állványról (autóról, vonatról). Egyfokozatú motorral működött. Maximális hatótávolság 100 kilométer, 500 kilogramm teherrel.  Első indításának és szolgálatba állításának ideje 1995.

#### Hatf–1B
Továbbfejlesztett (előállítás, hajtómű) változat, irányítható rakétaegység, pontossága javított. Szilárd hajtóanyagú rakéta. Indítható telepített és mobil állványról (autóról, vonatról). Irányítása tehetetlenségi navigációs rendszerű. Egyfokozatú motorral működött. Maximális hatótávolság 100 kilométer, 500 kilogramm teherrel. Első indításának ideje 2000. 2001-ben rendszeresítették a hadseregben. Tüzérségi eszközként alkalmazva egyszerre 5-6 rakétát indítottak, hogy a hatékony pusztítást elérjék.

### Hatf–2
1987-ben kezdték fejleszteni, 1989-ben végezték az első tesztindítást. Egyfokozatú, szilárd hajtóanyagú (SRBMs) ballisztikus rakéta, elnevezése Abdali. Indítható telepített- és mobil állványról (autóról, vonatról). Súlya 1750 kilogramm, hossza 9,75, átmérője 0,56 méter. Maximális hatótávolság 300 kilométer, 500 kilogramm teherrel. Egyfokozatú motorral működött. Irányítása tehetetlenségi navigációs rendszerű. A saját fejlesztésű rakéta helyett a kínai M–11 rakétát rendszeresítették a hadseregben.
1997-ben egy új Abdali program kezdődött. Alkalmazását továbbra is katonai célpontok ellen tervezték. Pontosságán javítva elérték, hogy 180 kilométeres távolságba 15 méteres szórással érkezik. Alapvető technikai adatai változatlanok. 2002-ben, 2005-ben és 2006-ban további teszteket végeztek.

### Hatf–3
(Urdu nyelven: غزنوی میسایل, Ghaznavi) Kétfokozatú, rövid hatótávolságú, szilárd hajtóanyagú (SRBMs) rakéta, a kínai M–11 továbbfejlesztett változata. Indítható telepített- és mobil állványról (autóról, vonatról). Maximális hatótávolság 290 kilométer, 500 kilogramm teherrel. Súlya 5256 kilogramm, hossza 9,64, átmérője 0,88 méter. 
2004-ben rendszeresítették a hadseregben. 2006-ban, 2008-ban, 2010-ben valamint 2012-ben is tesztelték.

### Hatf–4
Első tesztrepülése 1999. április 15-én történt. Egyfokozatú, szilárd hajtóanyagú, rövid hatótávolságú ballisztikus (SRBMs) rakéta. (Urdu nyelven: " شاهين, Shaheen–I). Kétfokozatú szilárd tüzelőanyagú rakéta motor hajtja. Súlya 9500 kilogramm, hossza 12, átmérője 1 méter. A műholdas navigációs rendszer segítségével önállóan módosítja pályáját, becsapódási szórása 25–50  méter. Indítható telepített és mobil állványról (autóról, vonatról). Irányítása tehetetlenségi navigációs rendszerű. Maximális hatótávolság 750 kilométer, 950 kilogramm teherrel. A kínai M–9 rakétával valamint az amerikai Pershing–1 rakéta technikai adataival azonosítható. 2003. április 10-én, sikeres tesztelését követően rendszeresítette a hadsereg.

#### Hatf–4A
Készült 2012-ben. Szilárd hajtóanyagú  (SRBMs) rakéta, elnevezése  Shaheen II. Indítható telepített és mobil állványról (autóról, vonatról).  Irányítása tehetetlenségi navigációs rendszerű. Súlya 10 000 kilogramm, hossza 12, átmérője 1 méter. Maximális hatótávolság 1500 kilométer, 1000 kilogramm teherrel.

### Hatf–5
Egyfokozatú, folyékony hajtóanyagú, közepes hatótávolságú ballisztikus rakéta (MRBM). Elnevezése  Ghauri (urdu nyelven: غوری). Indítható telepített és mobil állványról (autóról, vonatról). A rakéta technológiát 2003. január 12-én átadták Észak-Koreának. A rakéta dél-koreai változata a No Dong. Tömege 15,85 kilogramm, hossza 15,90, átmérője 1,35 méter. 1000–1100 kilométeres távolságra 700 kilogramm terhet képes szállítani. Repülési magassága 350 kilométer. 2003 márciusában Amerika szankciókat léptetett életbe Pakisztán és  Észak-Korea ellen, mert kölcsönösen segítik egymást atomfegyver készítésére.  Inerciális Navigációs Rendszert (INS) alkalmaz Global Positioning System (GPS, Globális Helymeghatározó Rendszer) iránymutatással.
2012. április 25-én egy továbbfejlesztett Shaheen 1A (erősebb hajtómű, automatizált üzemanyag adagolás, nagyobb pontosság, két fokozat) közepes hatótávolságú ballisztikus rakétával hajtottak végre tesztrepülést.
A rakéta tömege 10 tonna,  a szállított tömeg 1000 kilogramm. Felszerelték a legmodernebb Post-Separation Attitude Correction (PSAC) rendszerrel (a robbanófejet tartalmazó egység manőverezésre képes).

### Hatf–6
Az előző rakéták továbbfejlesztett változata, fegyveres erők legfejlettebb eszköze. A továbbfejlesztéshez kínai segítséget vettek igénybe. (Urdu nyelven: شاهين, Shaheen–II). 2004. március 9-én végezték az utolsó tesztrepülést, majd hadrendbe állították.
Kétfokozatú, szilád hajtóanyagú, közepes hatótávolságú  ballisztikus rakéta (MRBM).  Tömege 25 tonna, hossza 17,5, átmérője 1,4 méter. Maximális hatótávolság 2500 kilométer, 1000 kilogramm teherrel. Repülési magasság 100–300  kilométer. Inerciális Navigációs Rendszert (INS) alkalmaz, Global Positioning System (GPS, Globális Helymeghatározó Rendszer) iránymutatással. Indítható telepített és mobil állványról (autóról, vonatról). Felszerelték a legmodernebb Post-Separation Attitude Correction (PSAC) rendszerrel (a robbanófejet tartalmazó egység manőverezésre képes).